# Westermann
Efternavnt Westermann, Westermann, lettisk: Vestermans:

## Etymologi
Tekst mangler, hjælp os med at skrive teksten

## Fordelingen
Tekst mangler, hjælp os med at skrive teksten

## Personer med efternavnet

### Westermann
- (Bernt Wilhelm) «B.W.» Westermann (1781, København  –  1868, København), en dansk entomolog
- Edvard Westerberg, né Westermann (1824, København  –  1865, København), en dansk tegner og litograf
- François-Joseph Westermann (fr)
- Gerardus «Gerard» (Bernardus Josephus) Westermann (nl) (1880, Leeuwarden – 1971, Amsterdam), en hollandsk maler
- Heiko Westermann (º  1983, Alzenau), en tysk fodbold spiller
- Carl Theodor Friedrich Westermann (1812, Holsten  –  1882, Randers), en dansk grosserer, konsul og bankdirektør
- Léo (Joseph Paul) Westermann (en) (* 1992, Hagenau)
- Liesel Westermann(-Krieg) (sv) (* 1944, Sulingen)
- Peter Westermann (º  1985, Hillerød), medlem af Folketinget for SF (siden 2010), næstformand i SF (siden 2012)
- (Anton Marius) Theodor Westermann (1852, Bogense  –  1935, Frederiksberg), en dansk landøkonom, og professor ved Landbohøjskolen; Far til søofficeren og politikeren Carl Westermann

### Westerman
- Gerhart von Westerman (de) (1894, Riga  –  1963)
- Frances Bergen, née Westerman (en) (1922, Birmingham  –  2006)
- Floyd «Red Crow» Westerman (en) (1936, Lake Traverse Indian Reservation (en)  –  2007)
- Frank (Martin) Westerman (en) (* 1964, Emmen (nl) (nedertysk (plattysk): Emm), Drenthe)

### Vestermann
- Ebbe Vestermann Parsner (* 1922, København), en dansk eliteroer, der vandt sølvmedalje ved sommer-OL 1948 i London i doublesculler sammen med Aage Ernst Larsen

### Vestermans
- Iļja Vestermans (en) (1915, Riga  –  2005)